# Leymen
Leymen (in tedesco Leimen, in alsaziano Layme) è un comune francese di 1 157 abitanti situato nel dipartimento dell'Alto Reno nella regione del Grand Est.
È uno dei comuni della valle di Leimental.

## Monumenti
A sud del villaggio si trova il Castello di Landskron.

## Società

### Evoluzione demografica
Abitanti censiti